# Hachikō

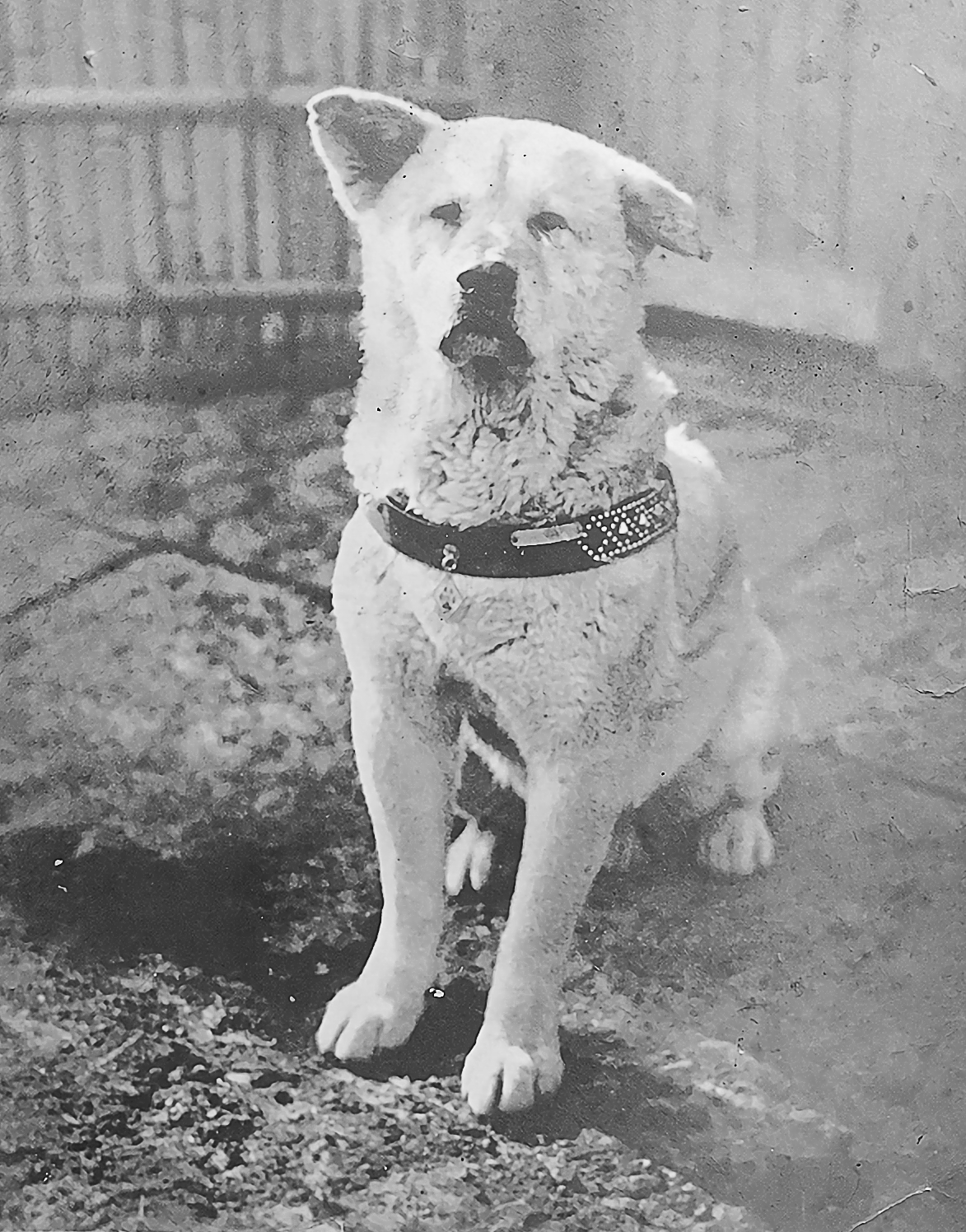
Poză Hachiko, 1935

| Nume       | Hachiko                                                           |
| Specie     | Câine                                                             |
| Rasa       | Akita Inu                                                         |
| Sex        | Masculin                                                          |
| Nascut     | 10 noiembrie 1923, în apropierea orașului Ōdate, Prefectura Akita |
| Decedat    | 8 martie 1935 (12 ani), Shibuya, Tokio                            |
| Conservare | Muzeul Național de Științe al Japoniei din Ueno, Tokio            |
| Proprietar | Hidesaburō Ueno                                                   |
| Aspect     | maro-auriu cu o tentă crem în partea superioară                   |
| ---------- | ----------------------------------------------------------------- |

Hachikō (ハチ公? 10 noiembrie 1923 – 8 martie 1935), cunoscut în japoneză și ca chūken Hachikō (忠犬ハチ公? „credinciosul câine Hachikō”, 'hachi' însemnând „opt”, cifră care în scrierea japoneză are forma literei V răsturnate - ハ -  și reprezentând poziția sa în adăpostul de proveniență, și 'kō', insemnând prinț sau duce), a fost un câine din rasa Akita Inu născut la o fermă din apropierea orașului Ōdate, prefectura Akita, rămas în memoria umanității pentru devotamentul față de stăpânul său chiar și la mulți ani după decesul acestuia.

## Viața
Începând din 1924 Hidesaburō Ueno, profesor la catedra de agricultură a Universității din Tokio, l-a ținut pe Hachikō ca animal de companie. Pe durata vieții stăpânului său, Hachikō îl însoțea dimineața la Gara Shibuya urmând ca la întoarcerea acestuia de la serviciu să-l aștepte în același loc din apropierea gării și să se întoarcă împreună acasă. Cei doi și-au continuat rutina zilnic până în 21 mai 1925, când Ueno nu s-a mai întors seara din obișnuita sa călătorie cu trenul deoarece suferise un atac cerebral la universitate în acea zi. Profesorul a murit și nu s-a mai întors niciodată în gara unde prietenul său îl aștepta și unde a continuat să-l aștepte, prin mulțimea călătorilor, timp de nouă ani.
Hachikō a intrat în posesia altor proprietari, dar a evadat cu obstinație, apărând mereu la vechea sa casă unde fusese crescut de profesorul Ueno. În cele din urmă, a realizat că profesorul Ueno nu mai locuia acolo așa că s-a dus să îl caute în gara unde îl însoțise de atâtea ori înainte. În fiecare zi, Hachikō a așteptat întoarcerea stăpânului său, dar niciodată nu și-a mai văzut prietenul printre călătorii coborâți din tren.
Prezența sa zilnică și privirea fixă asupra trenului a atras atenția celor care călătoreau frecvent (navetiști) și care văzuseră anterior câinele alături de profesorul Ueno. Aceștia i-au adus alimente și l-au hrănit pe durata așteptării sale.
Situația a continuat timp de nouă ani, Hachikō apărând zilnic în gară exact în momentul în care trenul sosea în gara Shibuya.

## În centrul atenției publice
Tot în 1925, un student al profesorului Ueno a văzut câinele în Gara Shibuya și l-a urmărit până la casa lui Kikuzaboro Kobayashi, fostul grădinar al lui Ueno) și unde a aflat informații despre istoria vieții lui Hachikō. La scurt timp după această întâlnire, fostul student a publicat un recensământ documentat al rasei Akita din Japonia. Din cercetările sale a rezultat faptul că existau numai 30 de exemplare de rasă pură, printre acestea aflându-se și Hachikō din Gara Shibuya.
Studentul s-a întors frecvent să-l viziteze pe Hachikō și a publicat de-a lungul anilor o serie de articole referitoare la remarcabilul său devotament. În 1932, unul dintre articolele publicate în unul dintre cele mai mari ziare din Tokio (Tokyo Asahi Shimbun) a plasat câinele în centrul atenției publice. Hachikō a devenit rapid un simbol național, impresia asupra societății japoneze fiind atât de mare încât profesorii și părinții îl foloseau drept exemplu de urmat copiilor cultivând astfel spiritul loialității familiale. Un binecunoscut artist japonez a executat o statuie a lui Hachikō, iar dezvoltarea rasei Akita a cunoscut un avânt printre crescătorii de animale.
Devotamentul legendar al lui Hachikō devenise în Japonia un simbol național al loialității.

## Moartea
Hachikō a murit pe 8 martie 1935. Trupul său a fost găsit pe o stradă din Shibuya. După decenii de zvonuri, în martie 2011, cercetătorii s-au decis asupra cauzei decesului lui Hachikō. Câinele suferea de cancer terminal, inima sa era infectată cu viermi filiformi, iar în stomac s-au găsit patru bețișoare yakitori (bețișoare în care se pun frigăruile), dar betișoarele nu au deteriorat stomacul și nici nu au cauzat decesul acestuia. Corpul său împăiat și bunurile (zgarda) sunt păstrate la Muzeul Național de Științe al Japoniei din Ueno, Tokio.

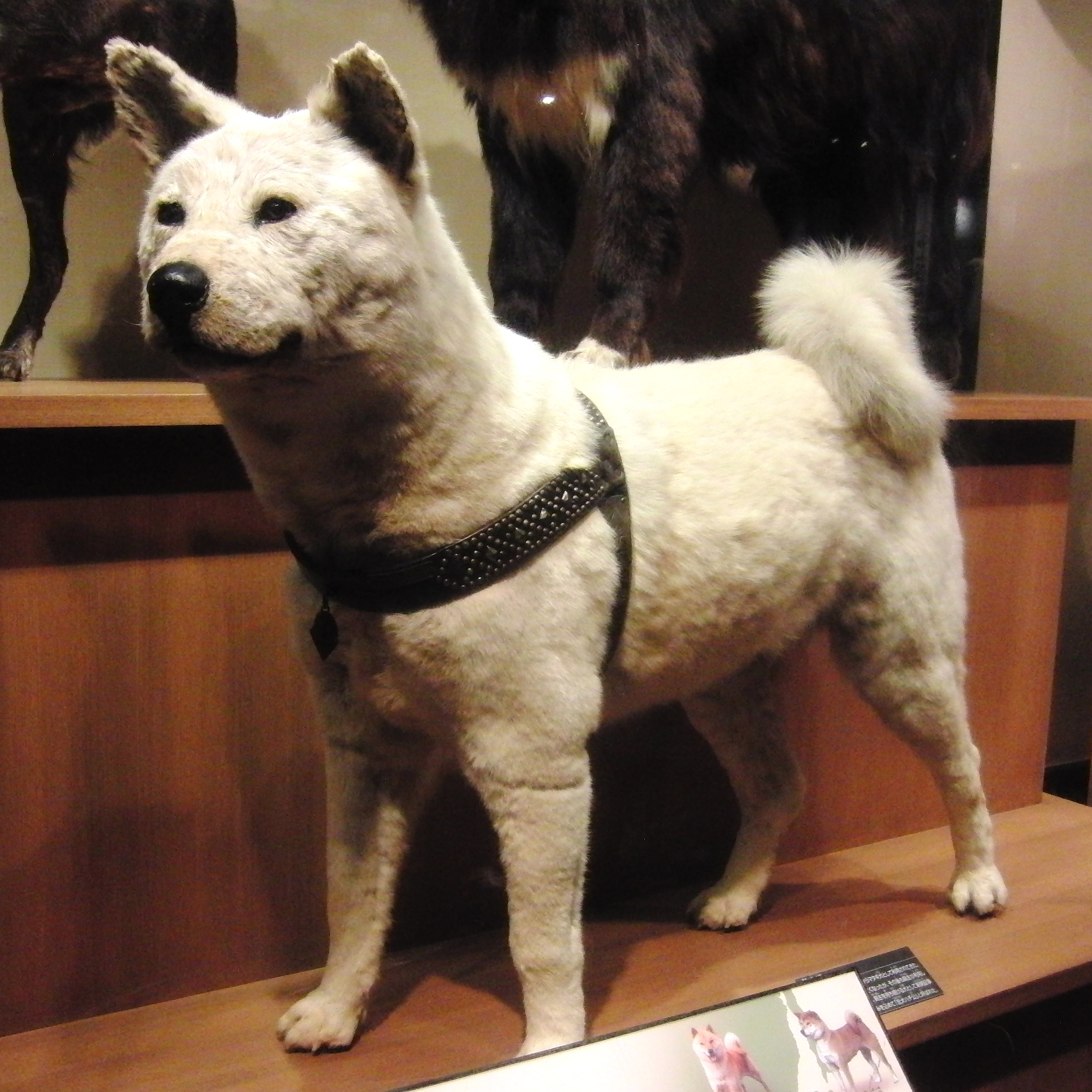
Hachikō la Muzeul Național de Stiințe din Ueno

## Memento
În aprilie 1934, o statuie de bronz a fost ridicată în onoarea sa în fața Gării Shibuya (35°39′32.6″N 139°42′2.1″E / 35.659056°N 139.700583°E), la ceremonia de dezvelire fiind prezent chiar și Hachikō. Statuia a fost reciclată pentru eforturile de război din timpul celui de-al Doilea Război Mondial, dar Societatea pentru Refacerea Statuii Hachikō l-a însărcinat pe Takeshi Ando, fiul artistului original, cu ridicarea unui nou monument. Statuia a fost finalizată în august 1948 și reprezintă astăzi un loc popular de întâlnire. Este poziționată în apropierea "Hachikō-guchi" ("Ieșirea Hachikō"), una dintre cele cinci căi de acces către Gara Shibuya.
"The Japan Times", ziar japonez de limbă engleză, a făcut o glumă la 1 aprilie 2007 bazându-se pe celebritatea statuii, susținând că aceasta a fost furată. 
O statuie asemănătoare se găsește în orașul de origine, în fața gării din Ōdate și încă una a fost ridicată în 2004 pe un piedestal din piatră adus din gara Shibuya în fața Muzeului Câinelui Akita din Ōdate.
În fiecare an, pe 8 martie, devotamentul lui Hachikō este onorat printr-o ceremonie solemnă de comemorare la Gara Shibuya din Tokio, ceremonie la care participă sute de iubitori de animale.

## În cultura populară

### Cinematografie
Hachikō a fost subiectul filmului Hachikō Monogatari (ハチ公物語?) din 1987, în regia lui Seijirō Kōyama. Filmul a reprezentat un succes, dar a fost și ultimul pentru compania producătoare Shochiku Kinema Kenkyû-jo.
Hachiko: A Dog's Story a fost lansat în august 2009 și tratează același subiect. În regia lui Lasse Hallström, rolul principal interpretat de Richard Gere, filmul pune accent pe relația dintre profesorul Ueno și Hachikō. Filmările au fost făcute în Rhode Island, iar în distribuție s-au aflat Joan Allen și Jason Alexander.

### Cărți
De asemenea, Hachikō este subiectul unei cărți pentru copii apărută în 2004 și intitulată Hachikō: The True Story of a Loyal Dog sub semnătura scriitoarei Pamela S. Turner, cu ilustrații de Yan Nascimbene. O altă carte pentru copii, o nuvelă scurtă recomandată tuturor categoriilor de vârstă intitulată Hachikō Waits, scrisă de Lesléa Newman și ilustrată de Machiyo Kodaira, a fost publicată de Henry Holt & Co. în 2004 și de Square Fish într-un volum broșat din 2009.
Hachikō este remarcabil caracterizat într-o nuvelă din 2008 The Story of Edgar Sawtelle de David Wroblewski.. Nuvela gravitează în jurul relației extraordinare dintre subiectul din titlu, familia sa și câinele pe care aceștia îl cresc.

### Radio
În 1994, Culture Broadcasting Network (CBN) a reușit să refacă și să redea sunete cu Hachikō lătrând folosind o înregistrare veche deteriorată. A rezultat o campanie publicitară uriașă, iar în 28 mai 1994, la 59 de ani de la moartea sa, milioane de ascultători au deschis radioul ca să audă lătrând câinele-simbol al Japoniei.

### Jocuri video
În jocul The World Ends with You, lansat în Japonia în iulie 2007, iar în America de Nord pe 22 aprilie 2008, statuia lui Hachikō este principalul loc de întâlnire al protagoniștilor.
În NetHack (jocul original lansat în 1987) clasa Samurai începe jocul acompaniată de un cățel numit Hachi, cu referire la Hachikō.

## Cazuri similare
Greyfriars Bobby, un Skye Terrier din Edinburg (Scoția), a fost loial stăpânului mult timp după moartea acestuia în 1858. Până la moartea lui Bobby, 14 ani mai târziu, el a petrecut repetat fiecare seară la mormântul stăpânului său. O statuie a fost ridicată în memoria lui Greyfriars Bobby, plasată aproape de acel cimitir.
În Teresopolis, Rio de Janeiro, Brazilia, un câine numit "Leão" (însemnând "Leu" în portugheză) continuă și în ziua de azi să vegheze asupra mormântului stăpânei sale, Maria Cristina Cesario Santana, care a fost una dintre cei peste 630 de oameni omorâți de inundațiile din Brazilia ale anului 2011 și alunecărilor de teren din 17 ianuarie 2011 din Carioca.
În Snake Gully, Australia, Monumentul "Dog on the Tuckerbox" (Câinele pe cutia de mâncare) este inspirat dintr-un poem al șoferului unui camion, Bullocky Bill, care celebrează viața unui câine mitic al tiristului care a păzit cu loialitate "tuckerbox"-ul omului (cutie de prânz) până la moarte.
În Spania a existat un caz similar. Canelo, în 1990, a plecat cu stăpânul său la spitalul Cadiz pentru a primi tratamentul său periodic de dializă, până într-o zi când au apărut o serie de complicații și stăpânul a murit. Cu toate acestea, Canelo l-a așteptat timp de 12 ani lungi la ieșirea spitalului până în anul 2002 când a murit după ce a fost călcat de un vehicul neidentificat. În onoarea lui Canelo, numele său a fost dat unei străzi.